# Yacine Guesmia
Yacine Guesmia, né le 19 juin 1987, est un entraîneur de football franco-algérien.

## Biographie
Après avoir été éducateur à l'AS Saint-Ouen-l'Aumône de 2009 à 2016 et recruteur au Paris Saint-Germain de 2014 à 2019, Yacine Guesmia prend en charge à l'été 2016 l'équipe première du FF Issy-les-Moulineaux, évoluant alors en DH Île-de-France. La première saison, l'équipe est première de DH et accède aux barrages d'accession en D2. Après avoir perdu 2-0 contre Clermont à l'aller, elle bat cette équipe 6-1 au retour et remonte en D2. L'année suivante, elle obtient son maintien en D2 malgré un début de saison raté. L'équipe effectue une impressionnante remontée avec cinq victoires sur les huit derniers matchs.
Amenant une progression constante à son équipe, Guesmia termine cinquième avec Issy en 2018-2019, et au terme d'une saison 2019-2020 tronquée en raison de la pandémie de Covid-19, mais avec tout de même 12 points d'avance sur le deuxième du groupe A, il accède avec le FF Issy en Division 1. À la suite de la fondation du nouveau projet sportif Élite du GPSO 92, emmené par le directeur sportif Alexandre Barbier, il doit passer le relais, injustement mis de côté alors qu’il est encore dans la course au maintien et qualifié en huitième de finale de coupe de France, en février 2021, à l'ancien entraîneur du PSG Camillo Vaz. À la suite de cette décision incohérente et injustifiée, le groupe de joueuses exprime son soutien à leur coach, et affiche son mécontentement, en faisant grève et en refusant de s’entraîner les jours qui suivent. Elles reprochent notamment les actions malsaines en interne du directeur sportif et exigent son départ et le retour de Yacine Guesmia. Malheureusement, malgré les contestations justifiées du groupe,  la présidente Christine Aubère, reste sur ses positions et maintien Alexandre Barbier et Camillo Vaz car il faut amener « du professionnalisme ». Dans les mois qui suivent, ce dernier ne gagne aucun match (7 défaites consécutives) et emmène tout droit le club en D2. 
Yacine Guesmia retrouve un projet du côté de l’équipe féminine de Brest, en mai 2021, avec comme objectif la montée en D1. Mais la saison 2021-22 ne se passe pas très bien et les Brestoises terminent dixièmes de la saison régulière. Elles parviennent à se maintenir en D2 après avoir disputé deux matchs de barrages contre Bousbecque et Grand Calais.
Le 30 juin 2022, il est nommé entraîneur de l'équipe féminine de l'Olympique de Marseille. Il est remplace le 27 mars 2024 par Frank Borrelli.

## Statistiques
| Saison                | Club                  | Championnat           | Championnat | Championnat | Championnat | Championnat | Coupe nationale | Coupe nationale | Coupe nationale | Coupe nationale | Total  | Total | Total | Total | % Victoires |
| Saison                | Club                  | Division              | Matchs      | V           | N           | D           | Matchs          | V               | N               | D               | Matchs | V     | N     | D     | % Victoires |
| --------------------- | --------------------- | --------------------- | ----------- | ----------- | ----------- | ----------- | --------------- | --------------- | --------------- | --------------- | ------ | ----- | ----- | ----- | ----------- |
| 2016-2017             | FF Issy               | DH IDF+Barrages       | 20+4        | 13+3        | 4           | 3+1         | 1               | 0               | 0               | 1               | 25     | 16    | 4     | 5     | 64,00 %     |
| 2017-2018             | FF Issy               | Division 2            | 22          | 8           | 2           | 12          | 3               | 2               | 0               | 1               | 25     | 10    | 2     | 13    | 40,00 %     |
| 2018-2019             | FF Issy               | Division 2            | 22          | 10          | 6           | 6           | 3               | 2               | 0               | 1               | 25     | 12    | 6     | 7     | 48,00 %     |
| 2019-2020             | FF Issy               | Division 2            | 16          | 13          | 2           | 1           | 2               | 1               | 0               | 1               | 18     | 14    | 2     | 2     | 77,78 %     |
| Total Issy            | Total Issy            | —                     | 84          | 47          | 14          | 23          | 9               | 5               | 0               | 4               | 93     | 52    | 14    | 27    | 55,91 %     |
| Total sur la carrière | Total sur la carrière | Total sur la carrière | 84          | 47          | 14          | 23          | 9               | 5               | 0               | 4               | 93     | 52    | 14    | 27    | 55,91 %     |